# Hugh d'Avranches, earl av Chester
Hugh Lupus d'Avranches, earl av Chester, död 27 juli 1101, var en av Vilhelm Erövrarens normandiska följeslagare.